# Kardauntunnel
Der Kardauntunnel (italienisch Galleria Cardano) ist nach Bozen der erste Eisenbahntunnel der Brennerbahn in Richtung Brenner. Er ist mit 3938 m, nach dem Schlern- und Pflerschtunnel, der drittlängste Tunnel der Brennerbahn nördlich von Bozen. Das Westportal befindet sich in Kardaun bei Bozen und das Ostportal bei Blumau. Der Tunnel ist seit 1998 in Betrieb und ersetzte das steinschlaggefährdete und kurvenreiche Teilstück im unteren Eisacktal, darunter auch einen kleineren Tunnel mit zu kleinem Querschnitt. Anders als im Schlerntunnel befindet sich im Kardauntunnel keine Feste Fahrbahn. Die alte Trasse wird nun für die Radroute 1 „Brenner–Salurn“ verwendet.